# Bansagar-Talsperre
Die Bansagar-Talsperre befindet sich im nördlichen Zentral-Indien am Flusslauf des Son.
Die Talsperre befindet sich 38 km südlich der Stadt Rewa im Distrikt Shahdol im Nordosten des Bundesstaats Madhya Pradesh. Sie entstand zwischen 1978 und 2006. Es wurden 336 Dörfer überflutet.
Sie dient der Bewässerung (2490 km² in Madhya Pradesh, 1500 km² in Uttar Pradesh und 940 km² in Bihar) sowie der Energieerzeugung (installierte Leistung von 425 MW)  und der Trinkwasserversorgung.

## Absperrbauwerk und Stausee
Der 587,5 km² große Stausee wird durch mehrere Dämme und Staumauern eingefasst. Eine 67,5 m hohe und 405 m lange Gewichtsstaumauer befindet sich am Abfluss des Son. Entlang dem Nordufer des Stausees verläuft ein 2,1 km langer Erdschüttdamm. Außerdem gibt es noch weitere kleinere Staubauwerke.